# 1846 Bengt
Az 1846 Bengt (ideiglenes jelöléssel 6553 P-L) a Naprendszer kisbolygóövében található aszteroida. Cornelis Johannes van Houten, Ingrid van Houten-Groeneveld és Tom Gehrels fedezte fel 1960. szeptember 24-én.